# Les Coups
Les Coups est le premier roman de Jean Meckert publié en 1941 dans la collection Blanche des Éditions Gallimard.

## Éditions
- 1941 : collection Blanche, Éditions Gallimard[1]
- 1972 : NRF, Éditions Gallimard[2]
- 1993 : Jean-Jacques Pauvert aux éditions Terrain vague[3]  avec un texte d'André Gide, une postface de Annie Le Brun, « Le côté pile du roman », et une lettre de l'auteur
- 2002 : collection Folio no 3668[4]

## Adaptation
Le roman est adapté au théâtre en 2005 par Arlette Namiand et mis en scène par Jean-Paul Wenzel.

## Sources
- Polar revue trimestrielle no 16, octobre 1995
- Thierry Maricourt, Dictionnaire des auteurs prolétariens, collection Figures Encrage, 1994